# Gian Paolo Galuppi
Gian Paolo Galuppi (Cento, 25 novembre 1943) è un ex calciatore italiano, di ruolo centrocampista.

## Carriera
Cresciuto nella SPAL, passa al Crotone dove rimane fino al termine della stagione 1966-1967.
Approda quindi all'Arezzo che lo cede al Lanerossi Vicenza in Serie A nel 1972-1973. Riconfermato per la stagione successiva, passa in quello stesso campionato al Como dove rimane fino al termine della stagione.
Ritornato a vestire la maglia del Lanerossi Vicenza, gioca ancora due stagioni collezionando in totale con i vicentini 74 presenze e 14 reti. A fine campionato gli viene concesso lo svincolo gratuito.

## Palmarès
Campionato italiano Serie C: 1 
Arezzo: 1968-1969 (girone B)
- Campionato italiano Serie D: 1

Crotone: 1963-1964 (girone F)